# Паразитарные болезни
Паразита́рные боле́зни (син. инвазио́нные боле́зни) — группа заболеваний, вызываемых паразитами (простейшими, гельминтами и членистоногими), при которых паразит причиняет вред организму хозяина или живёт за его счёт. Являются составной частью инфекционных болезней.
Возбудители паразитарных болезней — многоклеточные животные — различные гельминты и членистоногие.
Среди членистоногих болезни человека могут вызывать некоторые патогенные и условно-патогенные клещи (см. Акариазы, Арахнозы), насекомые (см. Энтомозы), язычковые (см. Лингватулидозы) и, редко, многоножки (см. Myriapodiasis). Среди членистоногих преобладают эктопаразиты.
Паразитические черви вызывают у человека различные гельминтозы: сосальщики вызывают трематодозы, ленточные черви — цестодозы, скребни — акантоцефалёзы, круглые черви — нематодозы, пиявки — гирудиноз. В качестве случайных паразитов у человека встречаются иногда и волосатики Nematomorpha. Среди червей преобладают эндопаразиты.
Паразиты бывают временными (пиявки, многие кровососущие членистоногие) и постоянными (чесоточные клещи, вши, гельминты).
Жизненный цикл многих паразитов очень сложен. Возбудители ряда паразитарных болезней (например, дифиллоботриоза, малярии, тениоза) для завершения своего развития используют двух, а иногда и трёх хозяев — животных различных видов.
Паразиты могут оказывать на организм человека различное действие: вызывать механическое раздражение, повреждение тканей или органов, отравление продуктами своего обмена, сенсибилизацию организма с последующим развитием аллергических реакций, поглощать кровь и пищевые вещества, утяжелять течение других болезней. Паразиты могут также способствовать проникновению на месте внедрения их в ткани возбудителей инфекционных болезней.
Паразитарные болезни широко распространены. Например, по выборочным исследованиям, поражённость детей паразитозами составляет 8,5 % детей, посещающих детские дошкольные учреждения, 11 % школьников, 20 % детей школ-интернатов с дневным пребыванием, 100 % — с круглосуточным пребыванием, 6,9 % детей, не посещающих детские учреждения (в возрасте до 7 лет включительно).
Источником возбудителя инвазии является больной либо паразитоноситель (человек или животные) — хозяин паразита. При некоторых паразитарных болезнях хозяин паразита может служить источником инвазии для самого себя (например, повторное заражение острицами при привычке грызть ногти, под которыми у людей, больных энтеробиозом, могут быть яйца остриц).
Проникновение возбудителей паразитарных болезней в организм человека происходит через естественные отверстия, чаще через рот, иногда через мочеиспускательный канал, половые органы, через кожу. Возбудители передаются с пищей и водой (большая часть гельминтозов, кантариаз, миазы и др.), через членистоногих переносчиков (филяриатозы), при контакте с больным человеком (чесотка), соприкосновении с почвой (анкилостомоз), а также воздушно-пылевым путём (например, аскаридоз).
Клиника паразитарных болезней проявляется в широком диапазоне от субклинической до тяжёлой. Некоторые паразитозы не оказывают фактического влияния на жизнь и здоровье человека, другие нередко угрожают жизни (трихинеллёз, эхинококкоз, малярия) и значительно ухудшают здоровье (филяриатозы, шистосомозы).

## Органы-мишени
Основные заболевания органов человека:
Глаза: демодекоз, миазы, онхоцеркоз, телязиоз, цистицеркоз.
Головной мозг: альвеококкоз, миазы (редко), цистицеркоз, эхинококкоз, токсоплазмоз, первичный амёбный менингоэнцефалит.
Желудочно-кишечный тракт: анкилостомоз, аскаридоз, кишечные миазы, лингватулидозы, метагонимоз, скарабиаз, стронгилоидоз, трихинеллёз, трихостронгилоидоз, трихоцефалёз, энтеробиоз.
Кожа: зерновая чесотка, Larva migrans, крысиный клещевой дерматит, миазы, педикулёз, пуликоз, саркопсиллёз, тромбидиаз, фтириаз, хемиптероз, чесотка.
Кровеносные сосуды: филяриатозы, шистосомоз.
Лёгкие: акариаз лёгочный, аскаридоз, метастронгилёз, парагонимоз, стронгилоидоз, томинксоз, эхинококкоз.
Молочная железа: альвеококкоз, эхинококкоз.
Мочевой пузырь, половые органы: уринарный миаз, альвеококкоз, эхинококкоз.
Носовая полость: миаз.
Печень: альвеококкоз, клонорхоз, описторхоз, фасциолёз, эхинококкоз.
Рот: миаз.
Сердце: дирофиляриоз, эхинококкоз.
Уши: миаз.